# 345-й гвардійський парашутно-десантний полк (СРСР)
345-й гвардійський парашутно-десантний Віденський Червонопрапорний, ордена Суворова полк імені 70-річчя Ленінського комсомолу (345 гв. ПДП) — військове формування повітрянодесантних військ СРСР, чисельністю у полк, яке існувало у 1944—1992 роках.
Полк заснований наприкінці німецько-радянської війни на території Білорусі, як 345-го стрілецький полк. Брав участь у боях в Австрії. У 1946 році переформований на повітряно-десантний полк та продовжував виконувати службові та бойові завдання у лавах повітряно-десантних військ Радянського Союзу на території Росії, Узбекистану, Афганістану, Азербайджану та Абхазії. З осені 1979 року брав активну участь у вторгненні радянських військ до Афганістану, де перебував у складі ОКСВА до моменту виведення з Афганістану. З 1989 року — у Закавказзі, залучався до придушення антиурядового виступу в Тбілісі.
Після розпаду Радянського Союзу увійшов до складу Збройних сил РФ як 345-й парашутно-десантний полк.

## Історія
Полк веде історію від 345-го стрілецького полку, сформованого 30 грудня 1944 року в селищі Лапичі Осиповицького району, Могильовської області Білоруської РСР на базі 14-ї гвардійської повітряно-десантної бригади. 14 червня 1946 року стрілецький полк був переформований на 345-й гвардійський посадковий повітряно-десантний полк.
У липні 1946 року 345-й гвардійський посадковий повітряно-десантний полк був передислокований у місто Кострома, а в 1960 році — в місто Фергана Узбецької РСР, де увійшов до складу 105-ї гвардійської повітряно-десантної дивізії, і перебував у цьому пункті постійної дислокації до грудня 1979 року. За високу підготовку і активні дії, проявлені на навчаннях «Схід-72», полк був нагороджений вимпелом Міністра оборони СРСР «За мужність і військову доблесть».

### Навчання на Семипалатинському ядерному полігоні
10 вересня 1956 року 345-го парашутно-десантного полку на Семипалатинському ядерному полігоні брав участь у навчанні, які офіційно називалися «Застосування тактичного повітряного десанту вслід за атомним ударом з метою утримання зони ураження атомного вибуху до підходу наступаючих військ з фронту». Метою цього експерименту визначалося вивчення умов проведення висадки десанту після ядерного вибуху. Війська повинні були діяти в умовах високої радіації. Безпосередньо в епіцентр ядерного вибуху повинні були десантуватися дві роти 2-го пдб 345-го гв. пдп, всього 272 чоловіки, посилених взводом 57-мм установок АСУ-57, шістьма безвідкатними гарматами Б-10, взводом 82-мм мінометів і відділенням хімічної розвідки. В середині серпня учасники навчань прибули на полігон. Для попереднього тренування особового складу було здійснено три підриви ядерних боєприпасів.
24 серпня 1956 року був проведений перший ядерний вибух, другий вибух (термоядерний) був проведений за шість днів, третій вибух (ядерний) був проведений 2 вересня. Навчання почалися 9 вересня скиданням з літака Ту-16 атомної бомби потужністю 38 кілотонн. Висадка десанту була проведена через 43 хвилини після вибуху в 650 метрах від епіцентру. Рівень радіації при цьому становив від 0,3 до 5 рентгенів на годину. Через десять хвилин десантники захопили завданий об'єкт, потім була проведена атака, і через дві години підрозділи десанту були виведені із зони зараження в пункт санітарної обробки і дезактивації.

### Війна в Афганістані
У 1979 році, після розформування 105-ї гвардійської повітряно-десантної дивізії, полк отримав статус «окремий», а вже восени 1979 року полк у складі 40-ї армії увійшов до Афганістану. 14 грудня 1979 року, ще до вторгнення основних частин 40-ї армії в Демократичну республіку Афганістан, 2-й батальйон полку був перекинутий у Баграм для посилення батальйону 111-го гвардійського парашутно-десантного полку 105-ї гвардійської повітряно-десантної дивізії, який з 7 липня 1979 року охороняв на аеродромі Баграм радянські військово-транспортні літаки і вертольоти (пізніше цей батальйон був включений до складу 345-го полку).
27 грудня 1979 року 9-та рота полку під керівництвом старшого лейтенанта В. Востротіна (80 осіб) взяла участь у штурмі палацу Аміна.
1980 році полк був нагороджений орденом Червоного Прапора. У Фергані після передислокації полку в ДРА, залишався 1-й батальйон полку, який у 1982 році увійшов до складу 387-го гвардійського парашутно-десантного полку 104-ї повітряно-десантної дивізії, котрий передислокували з Кіровабада (Азербайджанська РСР). У жовтні 1985 року полк перейменували у 387-й окремий навчальний парашутно-десантний полк, на який покладалося завдання підготовки рядового складу для повітряно-десантних частин в ОКСВА.

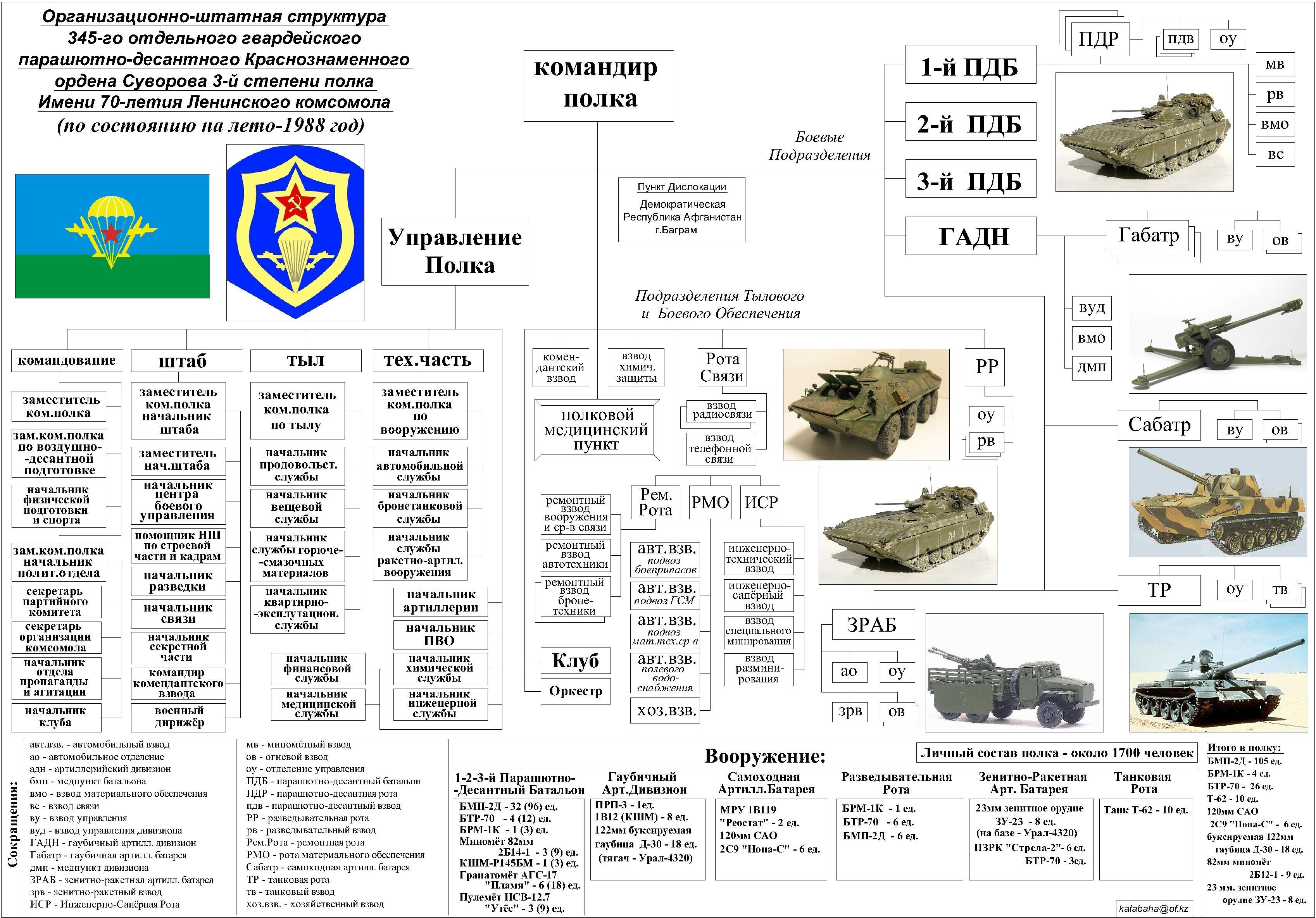
Організаційно-штатна структура 345-го парашутно-десантного полку. Літо 1988

На території Афганістану основні сили полку напрямку підпорядковувалися командуванню 40-ї армії. Зоною відповідальності полку вважалася Панджшерська ущелина, в якому полк мав аванпост — в Анава розташовувався 2-й батальйон у повному складі і 7-ма рота 3-го батальйону. Підрозділи були «розкидані» по ключових точках — високогірним постам, яких налічувалося близько двадцяти.
Решта підрозділів полку — 6 рот (1-ша, 2-га, 3-тя, 8-ма, 9-та і розвідувальна рота), посилені так званими «доданими» підрозділами (сапери, мінометники, вогнеметники, артнавідники) — виконували бойові завдання по всій східній частині Афганістану.
7—8 січня 1988 року стався легендарний бій за висоту 3234 — оборонний бій 9-ї парашутно-десантної роти полку за панівну високу, яка розташовувалась понад важливою транспортною артерією в місто Хост, неподалік від афгансько-пакистанського кордону. Події того бою стали відомими широкій публіці завдяки фільму Ф. Бондарчука «9-та рота».
11 лютого 1989 року полк був виведений з Афганістану та увійшов до складу 104-ї гвардійської повітряно-десантної дивізії з дислокацією в місті Кіровабад.

### Розпад СРСР
9 квітня 1989 року полк брав участь у розгоні мирного протесту в Тбілісі, який призвів до численних жертв серед мирного населення. 
Незадовго до розпаду Радянського Союзу, 16 серпня 1992 року, полк передислокований в місто Гудаута Абхазької АРСР, і згодом увійшов до складу Збройних сил РФ як 345-й парашутно-десантний полк.

## Нагороджені полку

### Герої Радянського Союзу
За часів Афганської війни 1979—1989 років вісім військовослужбовців військової частини удостоєні звання Героя Радянського Союзу, зокрема три посмертно.
- Гвардії молодший сержант Александров В'ячеслав Олександрович (1988, посмертно), командир відділення, зарахований навічно до списків частини.
- Гвардії рядовий Мельников Андрій Олександрович (1988, посмертно), кулеметник, зарахований навічно до списків частини.
- Гвардії підполковник Востротін Валерій Олександрович (1988), командир полку.
- Гвардії підполковник Кузнєцов Юрій Вікторович (1982), командир полку.
- Гвардії капітан Кравченко Микола Васильович (1984), заступник командира батальйону.
- Гвардії майор Піменов Василь Васильович (1984), командир батальйону.
- Гвардії сержант Чмуров Ігор Володимирович (1986), кулеметник.
- Гвардії майор Юрасов Олег Олександрович (1989, посмертно), заступник командира батальйону, зарахований навічно до списків частини.

### Відео
- ВДВ 345 гвардейский полк в Афгане [Архівовано 8 жовтня 2015 у Wayback Machine.]
- Афганистан 1988. Бой за высоту 3234, 9 рота 345 ОПДП